# شنا برخلاف جریان
شنا برخلاف جریان (به انگلیسی: Swimming Upstream) یک فیلم درام و زندگی‌نامه‌ای استرالیایی محصول سال ۲۰۰۳ به نویسندگی تونی فینگلتون و کارگردانی راسل مالکهی است. جسی اسپنسر، جفری راش و جودی دیویس از بازیگران اصلی هستند. این فیلم زندگی فینگلتون (با بازی اسپنسر) را از کودکی تا بزرگسالی نشان می‌دهد و با خانواده‌ای بداخلاق سر و کار دارد.
این فیلم ده سال از زندگی آنتونی فینگلتون را نشان می‌دهد، از زمانی که او پسر جوانی در اواسط دهه ۱۹۵۰ بود تا روز فینال در بازی‌های المپیک تابستانی ۱۹۶۴. تونی که در بریزبن استرالیا بزرگ شد، دومین فرزند از پنج فرزند والدین هارولد و دورا فینگلتون از طبقه کارگر بود.

## بازخوردها
این فیلم نقدهای متفاوتی دریافت کرد. در راتن تومیتوز این فیلم دارای امتیاز ۶۱٪ با میانگین امتیاز ۵٫۷ از ۱۰، نمونه برداری از ۳۸ نقد است. در متاکریتیک، این فیلم دارای امتیاز ۵۸ از ۱۰۰ است که نشان‌دهنده «بررسی‌های مختلط یا متوسط» بر اساس ۱۴ نقد از منتقدان است.